# 元鼎黄姑鱼
元鼎黄姑鱼（学名：Nibea chui）为輻鰭魚綱鱸形目鱸亞目石首鱼科黄姑鱼属的鱼类。分布于日本以及中国南海、台湾海峡等海域，属于近海暖水性底层鱼类。棲息在沿海，會做季節性的遷徙，成群活動，屬肉食性，以浮游性甲殼類為食，可做為食用魚，该物种的模式产地在日本、香港。